# Ботев (Горна баня)
Вижте пояснителната страница за други значения на Ботев.
Ботев (Горна баня) е несъществуващ днес български футболен клуб от град София.

## История
Той е наследник на горнобанския спортен клуб „Христо Ботев“, основан през 1923 г. Първоначално клубът не членува в създадения през 1931 г. Софийски спортeн съюз (ССС), но през 1934 г. под председателството на Видин Кръстев клубът изработва за пръв път свой устав, утвърден от Министерството на вътрешните работи и народното здраве под N:13670 от 14.IX.1934 г. С това той добива юридическо признание и става член на Софийската окръжна спортна област (СОСО) в Българската национална федерация (БНСФ).
Най-големият успех на отбора е през сезон 1943/44 г., тогава отборът е победител в IV дивизия.
След 9 септември 1944 г. броят на софийските футболни отбори рязко намалява. Вследствие на политическите промени в България и по ред други причини, някои от които и финансови, много традиционни софийски футболни клубове престават да съществуват след многобройни и в повечето случаи безсмислени обединения. Най-вероятно същата съдба сполетява и Ботев (Горна баня).
1958 г. части от отбора отиват в Славия, Септември и Локо София. След тази година наследник на името е отборът на Стъклената фабрика, допълнен с няколко горнобанци. Играли са в някакво работническо първенство.

## Известни футболисти
- Димитър Стойнев
- Видин Кръстев
- Тодор Деспотов
- Йордан Янков
- Манол Йорданов
- Никола Донков
- Християн Харалампиев